# (32747) 1981 EY5
1981 EY5 (asteroide 32747) é um asteroide da cintura principal. Possui uma excentricidade de 0.18714140 e uma inclinação de 11.74006º.
Este asteroide foi descoberto no dia 7 de março de 1981 por Schelte J. Bus em Siding Spring.